# 斯特凡·莱厄
斯特凡·莱厄（德語：Stephan Leyhe，1992年1月5日—），德国男子跳台滑雪运动员。他曾代表德国参加2018年和2022年冬季奥林匹克运动会跳台滑雪比赛，获得一枚银牌和一枚铜牌。